# Lamippina laubieri
Lamippina laubieri is een eenoogkreeftjessoort uit de familie van de Lamippidae. De wetenschappelijke naam van de soort is voor het eerst geldig gepubliceerd in 1960 door Bouligand.